# Randagi (manga)
Randagi (ノラと雑草?, Nora to zassō, lett. "I randagi e l'erba") è un manga scritto e disegnato da Keigo Shinzō, serializzato dal 21 aprile 2018 al 21 agosto 2020 sulla rivista Monthly Morning Two di Kōdansha. I 26 capitoli sono stati poi raccolti in quattro volumi tankōbon pubblicati tra novembre 2018 e ottobre 2020.
L'edizione italiana del manga è stata curata da Edizioni BD sotto l'etichetta J-Pop che il 26 maggio 2021 ha pubblicato tutti e quattro i volumi sotto forma di cofanetto; questi sono stati poi riproposti singolarmente a partire da giugno 2021 con cadenza mensile.

## Trama
Hajime Yamada, vice ispettore di polizia specializzato in crimini sui minori, dopo la morte prematura della figlia vive in maniera apatica giorno dopo giorno, ritenendo che la sua vita non abbia più senso. Durante un blitz in un centro massaggi che fa da copertura a un bordello Yamada conosce Shiori Umino, una ragazzina sedicenne che somiglia moltissimo alla figlia scomparsa. Scappata di casa a causa degli abusi perpetrati dalla madre e disposta a prostituirsi pur di sopravvivere, Umino non ha intenzione di fare ritorno dalla propria famiglia e quindi Yamada decide di prendersi cura di lei.
Superata la diffidenza iniziale, sarà dall'incontro di queste due anime ferite che si verrà a creare un inusuale seppur sincero rapporto padre-figlia, entrambi alla ricerca della speranza nella vita fra chi l'ha perduta e chi non l'ha mai trovata.

## Manga
Randagi è stato pubblicato sulla rivista Monthly Morning Two di Kōdansha a partire aprile 2018 con cadenza mensile. Il 30 aprile 2020 l'autore Keigo Shinzō è stato ricoverato in ospedale per sottoporsi alle cure contro un linfoma, mettendo in pausa il manga per un mese. Lo stesso Shinzō tramite il suo account Twitter ha poi informato i lettori di esser stato dimesso il 15 maggio successivo, riprendendo la pubblicazione del fumetto che si è conclusa ad agosto 2020.
I diritti per l'edizione italiana del manga sono stati acquistati da Edizioni BD che ha pubblicato l'intera serie sotto l'etichetta J-Pop il 26 maggio 2021.

### Volumi
| 1 | 22 novembre 2018 | ISBN 978-4-06-513608-9 | 26 maggio 2021 | ISBN 978-88-349-0475-6 |
| 1 | Capitoli - Capitolo 1 - Capitolo 2 - Capitolo 3 - Capitolo 4 - Capitolo 5 - Capitolo 6 |                        |                |                        |
| 1 | Trama L'ispettore Hajime Yamada della polizia giapponese sta cercando di smantellare uno ad uno i bordelli illegali in cui lavorano delle minorenni che hanno come copertura un centro massaggi. Durante un'operazione tra le tante ragazzine ne nota una che gli ricorda particolarmente sua figlia, morta annegata in precedenza per una sua disattenzione. Questa ragazza è la sedicenne Shiori Umino, fuggita dalla madre violenta (e non avente un padre) che viene inizialmente riportata indietro dalla madre, ma subito fugge e cerca sui social qualcuno che la possa ospitare in cambio di prestazioni sessuali. La prima persona da cui va ad abitare le proibisce di uscire di casa, in quanto se la storia venisse a galla egli sarebbe sicuramente arrestato, ma quando il padrone di casa si assenta Shiori sgattaiola per portare del cibo ad una randagia con cui era in confidenza, Gara. Quando però il signore lo scopre, si infuria con lei, che decide di andarsene. Nel frattempo, Yamada inizia a preoccuparsi sempre più sulla questione della giovane e la incontra brevemente quando entrambi decidono di fare un saluto a Gara. Allora i due vanno in un locale per consumare un pasto caldo, ma alla prima distrazione dell'ispettore la giovane gli ruba il portafoglio e fugge da un altro ospitante, che si rivela un maniaco e tenta di strangolarla, ma nonostante sia sul punto di morire quella riesce a liberarsi e fuggire; terrorizzata e sconvolta, prova prima a chiamare la madre, la quale si disinteressa completamente della sua situazione, e poi Yamada, del quale ha ottenuto il numero di telefono rubandogli il portafogli. |                        |                |                        |
| 2 | 21 giugno 2019 | ISBN 978-4-06-516110-4 | 26 maggio 2021 | ISBN 978-88-349-0476-3 |
| 2 | Capitoli - Capitolo 7 - Capitolo 8 - Capitolo 9 - Capitolo 10 - Capitolo 11 - Capitolo 12 - Capitolo 13 |                        |                |                        |
| 3 | 23 gennaio 2020 | ISBN 978-4-06-518258-1 | 26 maggio 2021 | ISBN 978-88-349-0477-0 |
| 3 | Capitoli - Capitolo 14 - Capitolo 15 - Capitolo 16 - Capitolo 17 - Capitolo 18 - Capitolo 19 - Capitolo 20 |                        |                |                        |
| 4 | 23 ottobre 2020 | ISBN 978-4-06-521075-8 | 26 maggio 2021 | ISBN 978-88-349-0478-7 |
| 4 | Capitoli - Capitolo 21 - Capitolo 22 - Capitolo 23 - Capitolo 24 - Capitolo 25 - Ultimo capitolo |                        |                |                        |